# Indywidualne Mistrzostwa Polski w Zapasach 1926
Mistrzostwa Polski w Zapasach 1926 – zawody sportowe, które odbyły się w sierpniu 1926 w Katowicach.
Mistrzostwa odbyły się wyłącznie w stylu klasycznym

## Medaliści
| Kategoria:     | Złoto:                             | Srebro:                          | Brąz:                               |
| waga musza     | Jan Kopton Athen Ruda Śląska       | Henryk Ganzera Gniazdo Rybnik    | Konstanty Moczko Sokół II Katowice  |
| waga kogucia   | Edmund Mazurek Polonia Nowa Wieś   | Leon Mazurek Polonia Nowa Wieś   | Alfons Majer Siła Łódź              |
| waga piórkowa  | Wacław Ziółkowski PTA Warszawa     | Wilhelm Król Sokół II Katowice   | Jan Breitkopf Kolejowy KS Katowice  |
| waga lekka     | Ludwik Skalec Athen Ruda Śląska    | Wincenty Garus Samson Kochłowice | Mieczysław Giersz PTA Warszawa      |
| waga średnia   | Ryszard Błażyca Polonia Nowa Wieś  | Henryk Mięsok Sokół II Katowice  | Aleksander Jaworski Wisła Kraków    |
| waga półciężka | Jan Gałuszka Sokół II Katowice     | Bruno Zimmer Siła Łódź           | Emil Petek Zbyszko Cyganiewicz Lwów |
| waga ciężka    | Franciszek Śmieszek Gniazdo Rybnik | Marian Cieniewski Legia Warszawa | Paweł Hein Sokół II Katowice        |